# Guanlingsaurus
Guanlingsaurus liangae
Genre
Espèce
Synonymes
- † Shastasaurus liangae

Guanlingsaurus est un genre éteint de grands ichthyosauriens, à corps allongé, appartenant à la famille des Shastasauridae,,. Il a vécu au Trias supérieur (Carnien inférieur) soit il y a environ 235 Ma (millions d'années). Ses fossiles ont été retrouvés en Chine, dans la partie inférieure de la formation géologique de Xiaowa, située dans le xian autonome buyei et miao de Guanling de la province de Guizhou. 
Une seule espèce est rattachée au genre : Guanlingsaurus liangae, décrite par G.-Z. Yin et ses collègues en 2000.

## Historique
Le genre et l'espèce ont été décrits en 2000, à partir d'un spécimen adulte incomplet et mal préparé. D'autres squelettes plus complets ont été étudiés par la suite, puis en 2013, un squelette complet de juvénile.
En 2011, Guanlingsaurus liangae a été réattribué par P. M. Sander et ses collègues au genre Shastasaurus, connu entre autres par deux squelettes nord-américains plus complets que Guanlingsaurus. Cependant la description en 2013 du spécimen juvénile chinois par Cheng et ses collègues identifie des autapomorphies qui le différencient clairement de Shastasaurus, et valident ainsi le genre Guanlingsaurus.

## Description

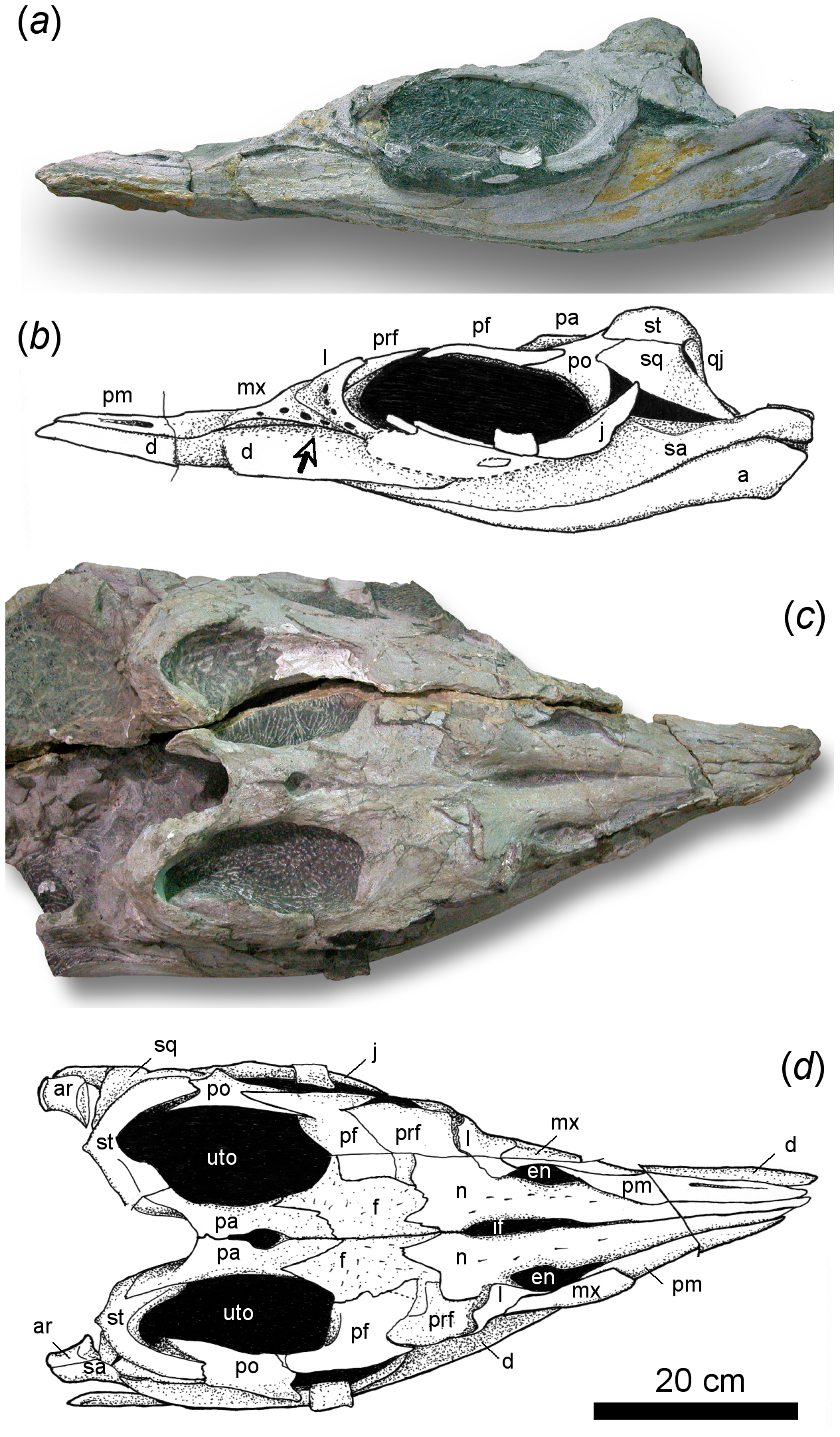
Crâne du spécimen
YGMIR SPCV03107.

Ce sont de grands ichthyosauriens avec un crâne de petite taille, inférieur à 10 % de la longueur totale de l'animal, terminé par un museau court
Le genre est caractérisé, à la différence des autres shastasauridés, par un trou ischio-pubien largement ouvert.
Ses mâchoires sont totalement dépourvues de dents. Il possède 86 vertèbres présacrées et plus de 110 vertèbres caudales, ce qui représente le plus grand nombre connu pour un ichthyosaurien.

### Taille
Le plus grand squelette de S. liangae (YIGMR SPCV03109) mesure 8,30 mètres de long, soit un peu plus que l'holotype et que le spécinen YGMIR SPCV03107 dont les longueurs atteignent environ 7 mètres. Le juvénile (YIGMR SPCV03108) mesure quant à lui 3,74 mètres de long.
La longueur du crâne équivaut à 8,3 % de la longueur totale du plus grand animal, et 9,3 % pour le juvénile.